# Wildau
Wildau település Németországban, azon belül Brandenburgban. Lakosainak száma 10 994 fő (2023. december 31.).

## Népesség
A település népességének változása:
| Lakosok száma | 10 093 | 10 303 | 10 633 | 10 848 | 10 984 | 10 994 |
|               | 2017   | 2019   | 2020   | 2021   | 2022   | 2023   |